# كاسر العظام الشمالي
كاسر العظام الشمالي (الاسم العلمي: Fulmarus glacialis) أو فلمار القطب الشمالي، هو طائر بحري يوجد في المقام الأول في المناطق شبه القطبية في شمال المحيط الأطلسي وشمال المحيط الهادئ. كانت هناك رؤية مؤكدة واحدة في نصف الكرة الجنوبي، حيث شوهد طائر واحد جنوب نيوزيلندا. الفلمار الشمالي والأنواع الشقيقة له، الفلمار الجنوبي (الاسم العلمي: Fulmarus glacialoides)، ينتميان إلى جنس كاسر العظام، وكليهما ينتميان إلى رتبة النوئيات.

## في الأساطير
جاء في إحدى أساطير الإنويت في الأسكيمو أنَّ أحد طيور الفلمار الشمالية تودد خاطِبًا أمَّ العرق الأسكموي سِدنا ابنة الزعيم واعدًا إياها أنها إذا ما قبلت الزواج منه فإنها ستلقى حياةً ملؤها البهجة والراحة في منزله القصيِّ. قبلت سدنا وذهبت معه. لكنها تعرضت إلى الخِداع بشكل مؤسف، وتعرضت لسوء المعاملة والشقاء. وبعد مضي عام قرر والدها زيارتها؛ فاكتشف ما تعانيه ابنته من بؤس وشقاء ما جعله يعمد إلى قتل زوجها وبذلك أعاد ابنته نادمةً إلى المنزل. وعلى إثر هذه الحادثة لحق باقي الفلمار المتواجدون في القرية الأب وابنته وهم في حزن شديد وبكاء وعويل يندبون زميلهم المقتول. واستمر الفلمار في صراخهم وعويلهم المؤلم إلى يومنا هذا.